# Si, maman si
Singles de France Gall
Musique
(1977) Besoin d'amour
(1979)
Pistes de Dancing Disco
Ce garçon qui danse
(7)
Si, maman si (parfois typographiée Si maman si ou Si, maman, si) est une chanson écrite et composée par Michel Berger et interprétée en 1977 par France Gall. Elle est issue de l'album-concept Dancing Disco (1977), dont il est le second extrait à paraître en single.

## Histoire
Le texte de Michel Berger évoque le dépit que le (ou la) poète rencontre dans sa vie, une vie qui est vide, et éloignée de ce dont il rêvait. Le texte illustre habilement la tristesse d'une personne qui réalise qu'elle n'a pas réussi son épanouissement personnel. La chanson exprime une routine, une vie sans changement. Ses amis sont partis, elle est seule, triste et malheureuse. Son avenir n'est pas sûr. Elle ne sait pas où aller, elle ne sait pas ce qu'elle veut.

## Accueil critique et commercial
La chanson est particulièrement appréciée pour ses paroles venant toucher au cœur les auditeurs. Elle reste l'un des plus grands succès de France Gall, se vendant à plus de 100 000 exemplaires.

## Classements
| Classement (1977)                       | Meilleure place |
| --------------------------------------- | --------------- |
| Belgique (Wallonie Ultratop 50 Singles) | 16              |
| France (IFOP)                           | 15              |

| Classement (2018)                          | Meilleure place |
| ------------------------------------------ | --------------- |
| Belgique (Wallonie Back Catalogue Singles) | 6               |
| France (SNEP)                              | 99              |
| France (SNEP Téléchargement)               | 11              |

## Reprises et adaptations
Elle a été reprise par : 
- Coluche, en novembre 1980,  accompagné par Michel Berger au piano, reprend la chanson dans l'émission télévisée Numéro un ;
- Jenifer sur l'album Ma déclaration en 2013 ;
- Olympe en 2013, sur son premier album de reprises Olympe ;
- Warped et Drex en 2015, des rappeurs guadeloupéens, sous le titre SMS.

La chanson a été adaptée par La Fouine en 2012 dans une autre version, mais sous le même titre original. Le 14 décembre 2016, Si, maman si a été également repris dans la saison 6 de Danse avec les stars. Il accompagna Priscilla Betti et Christophe Licata sur un fox-trot dédié à la maman de Priscilla.
Elle fut également reprise au Québec, en 2004, par la chanteuse Marie-Pier Perreault sur son album Où la route mène.